# USS Woodbury (DD-309)
USS Woodbury (DD-309) là một tàu khu trục lớp Clemson được Hải quân Hoa Kỳ chế tạo vào cuối Chiến tranh Thế giới thứ nhất. Nó là chiếc tàu chiến thứ ba của Hải quân Hoa Kỳ được đặt theo tên Bộ trưởng Hải quân Levi Woodbury (1789-1851). Woodbury bị mất do va phải đá ngầm trong vụ Thảm họa Honda Point ngoài khơi bờ biển California năm 1923.

## Thiết kế và chế tạo
Woodbury được đặt lườn vào ngày 3 tháng 10 năm 1918 tại xưởng tàu Union Iron Works của hãng Bethlehem Shipbuilding Corporation ở San Francisco, California. Nó được hạ thủy vào ngày 6 tháng 2 năm 1919, được đỡ đầu bởi cô Catherine Muhlenberg Chapin, con gái nhà xuất bản báo W. W. Chapin; và được đưa ra hoạt động tại Xưởng hải quân Mare Island, Vallejo, California vào ngày 20 tháng 10 năm 1920 dưới quyền chỉ huy của Hạm trưởng, Thiếu tá Hải quân Frank L. Lowe.

## Lịch sử hoạt động
Woodbury rời San Francisco vào ngày 22 tháng 11 để đi đến cảng nhà mới được chỉ định là San Diego, California vào ngày hôm sau, và neo đậu tại đây cho đến năm 1921. Nó được đưa vào hoạt động trong một giai đoạn đang diễn ra sự cắt giảm kinh phí và nhân lực ảnh hưởng đến hoạt động hải quân, nên nó được đưa về một lực lượng "dự bị luân phiên" do hải quân đặt ra để duy trì lực lượng sẵn sàng chiến đấu. Theo đó, một phần ba lực lượng tàu chiến sẽ neo đậu trong bờ cảng và được bảo trì với số sĩ quan và thủy thủ tối thiểu; trong khi một phần ba khác neo đậu cạnh các phao tiêu trong cảng có biên chế nhân sự giảm thiểu 50%. Một phần ba còn lại có biên chế nhân sự đầy đủ, neo đậu cạnh các phao tiêu trong cảng nhưng hoạt động ngoài khơi theo định kỳ.
Woodbury rời nơi neo đậu trong cảng vào ngày 1 tháng 2 năm 1921, và trong những ngày tiếp theo đã thực tập ngư lôi và di chuyển với tốc độ 30 hải lý trên giờ (56 km/h) ngoài khơi bờ biển Nam California; tiến hành các hoạt động thực hành vào ban ngày và quay về phao neo đậu vào ban đêm. Nó hầu như ở trong cảng từ tháng 3 đến tháng 5, nhưng đã đi đến San Pedro, California vào ngày 14 tháng 6, nơi thủy thủ của nó trợ giúp vào việc bảo trì chiếc tàu chị em William Jones (DD-308) đang ở trong ụ tàu của hãng Los Angeles Shipbuilding and Dry Dock Company, San Pedro. Bản thân Woodbury cũng trải qua giai đoạn trong ụ tàu, phủ một lớp sơn chống rỉ sét và bám hà. Sau khi hoàn tất, nó quay trở về San Diego, rồi tiếp tục di chuyển ngang qua cảng Los Angeles để đi đến Seattle, Washington, nơi nó ở lại cho đến hết năm 1921.
Lên đường vào sáng ngày 14 tháng 1 năm 1922, Woodbury dẫn đầu các tàu chị em Nicholas (DD-311), S. P. Lee (DD-310) và Young (DD-312) tiến ra khơi. Nó đi đến đảo Goat, gần San Francisco, lúc 08 giờ 20 phút ngày hôm sau, đón hành khách lên tàu để vận chuyển đến Xưởng hải quân Puget Sound, Bremerton, Washington trước khi tiếp tục hành trình dọc theo bờ biển Thái Bình Dương. Chiếc tàu khu trục đi đến Puget Sound vào xế trưa ngày 18 tháng 1, đưa hành khách rời tàu, rồi được cho đại tu không lâu sau đó. Nó ở lại Puget Sound cho đến tháng 3 năm 1922, lên đường đi San Diego vào ngày 3 tháng 4, nhưng phải ghé lại Port Angeles, Washington sau khi Nicholas gặp trục trặc động cơ. Sau khi Nicholas' hoàn tất việc sửa chữa, chúng lại tiếp tục hành trình và về đến San Diego vào ngày 8 tháng 4.
Chiếc tàu khu trục thả neo tại San Diego cho đến mùa Hè, một lần nữa trong nhóm không hoạt động của lực lượng "dự bị luân phiên". Từ đầu tháng 7 đến cuối tháng 9, Woodbury giúp vào việc bảo trì và tân trang các tàu chị em trong Đội khu trục 17 không hoạt động neo đậu lân cận. Nó được bảo trì bởi tàu tiếp liệu khu trục Melville (AD-2) neo đậu lân cận; và thủy thủ đoàn của nó đã tham gia hàng binh danh dự cho nghi lễ an táng của Chuẩn đô đốc Uriel Sebree vào ngày 8 tháng 8. Chiếc tàu khu trục lên đường vào ngày 26 tháng 9 năm 1922 để thực hành tác xạ cùng với Young và Nicholas. Sau một giai đoạn bảo trì khi cặp theo Melville, nó tham gia một đợt thực tập tác xạ và ngư lôi khẩn trương; và vào cuối tháng 10, nó làm nhiệm vụ thu hồi ngư lôi thực hành cùng các thiết giáp hạm Idaho (BB-42) và New Mexico (BB-40).
Sau khi trải qua thời gian còn lại của năm 1922 tại vùng biển San Diego, Woodbury rời cảng San Diego vào ngày 6 tháng 2 năm 1923 cùng các hải đội khu trục 11 và 12 và tàu tiếp liệu Melville để hướng đến Mexico, và cuối cùng là Panama. Đi đến vịnh Magdalena vào ngày 8 tháng 2, nó được tiếp nhiên liệu từ tàu chở dầu Kanawha (AO-1) trước khi tiếp tục di chuyển tại vùng biển Panama vào ngày 11 tháng 2. Xế trưa hôm đó, nó gặp gỡ các thiết giáp hạm dreadnought thuộc các đội thiết giáp hạm 3, 4, và 5, và đã tiến hành thực tập cùng với chúng trên đường đi Panama.
Trong những tuần lễ tiếp theo, Woodbury tham gia cuộc tập trận hạm đội hải quân quy mô lớn đầu tiên. Được tổ chức tại vùng phụ cận của kênh đào Panama mang tính chiến lược, Vấn đề Hạm đội I được thiết kế nhằm xác định điều kiện phòng thủ tuyến đường thủy quan trọng, cho phép trình bày những "ước lượng tình huống" và để tiến hành nghiên cứu các phương án chiến tranh. Chiếc tàu khu trục đã tham gia các cuộc thực tập trong thành phần lực lượng "tấn công" được xây dựng chung quanh Hạm đội Chiến trận. Lực lượng đối đầu bao gồm Hạm đội Tuần tiễu được tăng cường một đội thiết giáp hạm.
Trong một giai đoạn của cuộc tập trận, đang khi các con tàu đang thả neo tại vịnh Panama, chiếc Henderson (AP-1) đã đưa Bộ trưởng Hoa Kỳ Edwin C. Denby và Trưởng ban Tác chiến Hải quân, Đô đốc Robert E. Coontz, duyệt qua hạm đội. Sau đó, Woodbury tiếp nối các hoạt động cùng với Hạm đội Chiến trận, thực hành tác xạ, bảo vệ chống tàu ngầm, hộ tống bảo vệ các thiết giáp hạm, và phục vụ như là mục tiêu cho Đội Thiết giáp hạm 4 trong các cuộc thực hành chiến trận tầm xa.
Quay trở về San Diego vào ngày 11 tháng 4, Woodbury ở lại đây cho đến mùa Hè. Rời cảng nhà vào ngày 25 tháng 6, nó khởi hành đi đến khu vực Tây Bắc Thái Bình Dương, đi đến Tacoma, Washington ngang qua San Francisco, đến nơi vào ngày 2 tháng 7. Tại đây, đội đổ bộ của nó đã tham gia diễu binh nhân Ngày Độc Lập tại Tacoma. Nó rời Tacoma vào ngày 9 tháng 7, đi đến Port Angeles cùng ngày hôm đó. Trong gần hai tuần, chiếc tàu khu trục hoạt động ngoài khơi cảng này, tiến hành thực tập, cơ động chiến thuật và luyện tập chiến trận tầm gần. Sau đó nó chuyển đến Bellingham, Washington, và sau đó đến Seattle.
Lên đường lúc 04 giờ 05 phút ngày 27 tháng 7, Woodbury rời nơi neo đậu của hạm đội ngoài khơi Admiralty Head gần Seattle, cùng các tàu thuộc các đội khu trục 32 và 33 hộ tống cho Henderson, có Tổng thống Warren G. Harding trên tàu. Nó sau đó nằm trong thành phần hộ tống cho Tổng thống đi duyệt qua hạm đội. Sau khi hoàn tất nhiệm vụ duyệt binh Tổng thống, nó quay trở lại thực tập thường lệ, hoạt động như là một mục tiêu cho việc thực hành tác xạ của Đội Thiết giáp hạm 4, rồi thực tập chiến thuật trong khi hộ tống các thiết giáp hạm của đội này, trước khi đi vào Hồ Washington vào ngày 4 tháng 8. Nó ở lại đây trong hơn một tuần trước khi lại lên đường vào ngày 13 tháng 8 để đi Port Townsend.
Sau các cuộc thực tập ngư lôi và tác xạ ngoài khơi Port Townsend cùng với William Jones, Woodbury lên đường đi Keyport, Washington, trên đường quay trở lại Seattle và Puget Sound. Về đến xưởng tàu vào ngày 20 tháng 8, nó đón lên tàu Đô đốc Robert E. Coontz, Tổng tư lệnh Hạm đội Hoa Kỳ và ban tham mưu của ông, cùng một nhóm các nghị sĩ quốc hội lúc 08 giờ 40 phút ngày 22 tháng 8. Chiếc tàu khu trục với cờ hiệu bốn sao của đô đốc trên cột ăn-ten chính khởi hành đi Keyport, nơi vị đô đốc và đoàn tùy tùng rời tàu thị sát căn cứ ngư lôi hải quân. Đô đốc và những người cùng đi sau đó quay trở lại tàu để được đưa trở về xưởng tàu, nơi họ rời tàu lúc 11 giờ 10 phút. Tuy nhiên, đến giữa trưa, vị Tổng tư lệnh lại lên tàu để được đưa đến bến Bell Street tại Seattle lúc 13 giờ 10 phút. Ngày hôm sau, nó đưa Đô đốc Coontz quay trở lại soái hạm của mình, tàu tuần dương bọc thép Seattle (CA-11). Trong những ngày tiếp theo, Woodbury còn phục vụ đưa đón những hành khách đặc biệt: Chuẩn đô đốc William C. Cole, Tham mưu trưởng Hạm đội Hoa Kỳ, và Chuẩn đô đốc Luther E. Gregory, người đứng đầu Văn phòng các Xưởng tàu và Bến tàu Hải quân.
Sau khi hoàn tất chuyến đi tại vùng biển ngoài khơi bờ biển Tây Bắc Thái Bình Dương Hoa Kỳ, Woodbury rời Port Angeles hướng về phía Nam. Nó thực hành cơ động chiến thuật và thực tập cùng các thiết giáp hạm trên đường đi, và đi vào vịnh San Francisco vào ngày 31 tháng 8. Nó ở lại San Francisco trong một tuần trước khi khởi hành vào sáng ngày 8 tháng 9 cùng các tàu khu trục khác của Hải đội 11 hướng đi San Diego; và trong khi cặp theo bờ biển trong nhiều giờ, đã thực tập chiến thuật và thực hành cơ động đang khi di chuyển với tốc độ cao 20 hải lý trên giờ (37 km/h).
Dẫn đầu bởi soái hạm Delphy (DD-261), hải đội di chuyển vào vùng có thời tiết xấu. Cuối buổi chiều hôm đó, căn cứ sự di chuyển trên một sơ đồ dẫn đường hàng hải không chính xác, Delphy thực hiện một cú đổi hướng sai lầm, tin rằng nó đang hướng đến eo biển Santa Barbara. Thực ra, nó và các chiếc khác nối tiếp phía sau đang đâm vào các mỏm đá ngoài khơi Point Arguello. Không lâu sau 21 giờ 05 phút, tai hoạ ập xuống các tàu chiến thuộc Hải đội 11, từng chiếc một trong thảm họa Honda Point. Bảy chiếc, dẫn đầu bởi Delphy và bao gồm Woodbury, đã bị mắc cạn. Một số chiếc xa hơn về phía đuôi nhận ra được điều gì đang xảy ra và xoay xở tránh được tai họa nhờ đã cơ động đổi hướng kịp lúc.

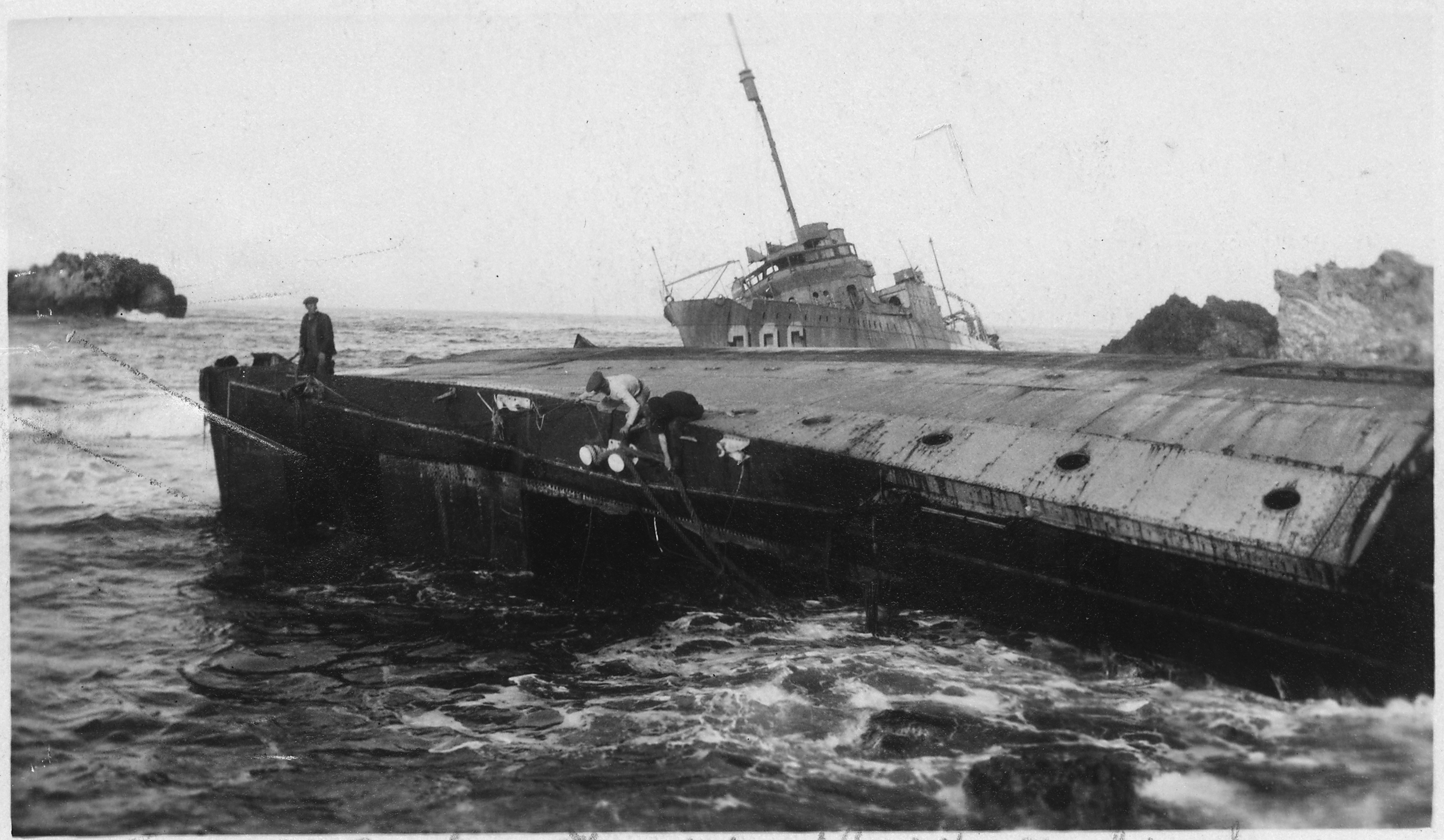
U.S.S. Woodbury trên bờ biển

Woodbury tựa dọc vào một đảo nhỏ, về sau mang biệt danh "Woodbury Rock", và sử dụng như một nơi neo đậu vĩnh viễn. Những người tình nguyện chăng bốn sợi dây ngang trên sóng biển động mạnh nối liền với bờ đá. Trong khi đó, cho dù nước đã tràn vào các phòng nồi hơi và phòng động cơ phía trước, hạm trưởng, Trung tá Hải quân Louis P. Davis, ra lệnh cho con tàu lui hết tốc độ. Thiếu úy Hải quân Horatio Ridout, sĩ quan phòng máy và người của ông nỗ lực hết sức để tạo đủ động lực nhằm giúp con tàu thoát khỏi bị mắc cạn, nhưng mọi cố gắng đã thất bại khi con tàu mất hoàn toàn động lực do bị ngập nước lúc 22 giờ 30 phút. Khi lệnh bỏ tàu được đưa ra, từng người một di chuyển qua các sợi dây để đến được bờ đá; sau đó người của con tàu chị em Fuller (DD-297) cũng đến được "Woodbury Rock".
Tất cả thủy thủ đoàn của Woodbury đều được an toàn, một số được đưa sang chiếc Percival (DD-298) bởi chiếc tàu đánh cá Bueno Amor de Roma, dưới sự chỉ huy của thuyền trưởng Noceti. Con tàu chính thức xuất biên chế vào ngày 26 tháng 10 năm 1923, và được rút khỏi danh sách Đăng bạ Hải quân vào ngày 20 tháng 11 cùng năm đó. Nó được bán cho hãng Fryn Salvage Company đặt cơ sở tại Santa Monica, California để tháo dỡ, nhưng thương vụ vào ngày 6 tháng 2 năm 1924 không được thực hiện. Một cuộc mua bán khác cho hãng Robert J. Smith tại Oakland, California được ghi nhận vào ngày 19 tháng 10 năm 1925, nhưng trong thực tế con tàu không bị tháo dỡ, ít nhất cho đến cuối tháng 8 năm 1929, khi hình ảnh xác tàu được ghi nhận trên những thước phim quay từ khí cầu Đức Graf Zeppelin khi nó đang đi đến Los Angeles trong chuyến bay vòng quanh thế giới.